# 大久保圭
大久保 圭（おおくぼ けい）は、日本の漫画家。東京都在住。女性。

## 略歴
北海道出身。既婚。
2011年、『Fellows!』（エンターブレイン）18号に「ハンマーハンマー」が鳴海圭名義で掲載され、デビューを果たす。
2012年、大久保圭にペンネームを変更。
2013年、『月刊コミックゼノン』に読み切り「工房の乙女」を掲載。同年、『月刊コミックゼノン』12月号より初連載となる『アルテ』を開始する。同作は2015年11月に「第2回 次にくるマンガ大賞」コミック部門にノミネートされ、2020年4月にテレビアニメ化された。

## 作品リスト

### 連載
- アルテ（ノース・スターズ・ピクチャーズ『月刊コミックゼノン』2013年12月号 - 2025年6月号[6]、2025年8月号[6] - （番外編）、全21巻）

### 読切
- ハンマー・ハンマー（エンターブレイン『Fellows!』2011年18号） ※鳴海圭名義
- 竜の国の花嫁 （エンターブレイン『Fellows!(Q) 2011 AUTUMN "Quiet"』2011年 ISBN 978-4-04-727628-4） ※鳴海圭名義
- JOSTE（スクウェア・エニックス『ヤングガンガン』2012年11号）
- 大砲屋のファウスト（スクウェア・エニックス『ヤングガンガン』2013年2号）
- 工房の乙女（ノース・スターズ・ピクチャーズ『月刊コミックゼノン』2013年3月号）